# Laguna del Carbón
Laguna del Carbón (španělsky Laguna del Carbón, v překladu „uhelná laguna“) je bezodtoké slané jezero, které se nachází v Patagonii v provincii Santa Cruz na jihu Argentiny, přibližně 45 km od pobřeží Atlantského oceánu a 55 km od města Puerto San Julián. Jezero má rozlohu asi 9 km².

## Geografický rekord
Hladina jezera leží 105 m pod úrovní moře a je tak nejníže položeným místem v Argentině, v celé Americe (potažmo na celé západní polokouli, nepočítáme-li zaledněné prolákliny v Antarktidě), a jedním z nejníže položených míst na světě.